# Объединённые левые (Перу)
Объединённые левые (исп. Izquierda Unida) — блок левых политических сил в Перу в 1980—1995 годах, объединявший ряд преимущественно марксистских партий и избирательных фронтов — от леворадикальных маоистов, троцкистов и геваристов до реформистских социалистов и левых националистов.
Блок был создан в 1980 году Народно-демократическим единством (UDP), Союзом революционных левых (UNIR), Перуанской коммунистической партией (PCP), Революционной социалистической партией (PSR), Революционной коммунистической партией (PCP) и Народным рабоче-крестьянско-студенческим фронтом (FOCEP). Представил списки на всеобщих выборах 1985, 1990 и 1995 годов, а также активно участвовал в муниципальных выборах 1980, 1983, 1986 и 1989 годов. На всеобщих выборах 1985 года занял второе место и в президентской, и в парламентской гонке.

## История
В 1978 году военное правительство назначило первые с 1963 года выборы (в Конституционное собрание Перу, которое должно было инициировать переход к демократическому правительству). Политические партии были легализованы, и многие из видных левых активистов и лидеров вернулись из ссылки и эмиграции.
Хотя левые силы участвовали в выборах порознь, разделённые на пять списков, однако сумма их голосов достигла 29,3 %, что означало треть мест в Конституционном (Учредительном) собрании. По этим итогам с целью участия во всеобщих выборах 1980 года между троцкистами, новыми левыми (в перуанском контексте это означает коммунистические группы, образовавшиеся под влиянием Кубинской революции и равноудалённые от сторон советско-китайского раскола) и маоистским фронтом был сформирован кратковременный союз — Левый революционный альянс (Alianza Revolucionaria de Izquierda).
Однако из-за идеологических разногласия между партиями и недоверия между их лидерами он распался ещё до выборов, на которых из левых лучше всего выступило троцкистская Революционная партия трудящихся. Другой блок — «Единство левых», включавший Перуанскую компартию, Революционную социалистическую партию, Движение революционных левых (MIR), Революционный авангард, экс-маоистский Комитет революционной ориентации, — набрал менее 3 %. Итоги выборов для левых в целом оказались следующими:
| Политическая организация                       | Название на испанском                          | Кандидат в президенты    | Идеология               | Процент голосов |
| ---------------------------------------------- | ---------------------------------------------- | ------------------------ | ----------------------- | --------------- |
| Революционная партия трудящихся                | Partido Revolucionario de los Trabajadores     | Уго Бланко Гальдос       | Троцкизм                | 3,90 %          |
| Союз революционных левых                       | Unión de Izquierda Revolucionaria              | Орасио Себаллос Гамес    | Маоизм                  | 3,26 %          |
| Единство левых                                 | Unidad de Izquierda                            | Леонидас Родригес        | Коммунизм               | 2,83 %          |
| Народно-демократическое единство               | Unidad Democrático Popular                     | Карлос Мальпика          | Новые левые             | 2,39 %          |
| Народный рабоче-крестьянско-студенческий фронт | Frente Obrero Campesino Estudiantil y Popular  | Хенаро Ледесма           | Революционный социализм | 1,48 %          |
| Национальный фронт трудящихся и крестьян       | Frente Nacional de Trabajadores y Campesinos   | Рохер Касерес Веласкес   | «Тауантинсиюанство»     | 1,98 %          |
| Политическая организация перуанской революции  | Organización Política de la Revolución Peruana | Хавьер Танталеан Ванинии | Веласкизм               | 0,43 %          |
| Социалистическое политическое действие         | Acción Política Socialista                     | Густаво Моме Льона       | Социализм               | 0,28 %          |
| Социалистическая партия Перу                   | Partido Socialista del Perú                    | Лусиано Кастильо         | Социал-демократия       | 0,21 %          |

Падение результатов на всеобщих выборах 1980 года показало, что необходимо создать единый избирательный блок, чтобы избежать рассеяния левого электората, и стало определяющим фактором для создания в сентябре того же года Объединённых левых. Уже в том же году на выборах мэров провинций и округов единые списки левых консолидировались как вторая сила на национальном уровне с 23,3 % голосов, уступив Народному действию (35,8 %), но опередив партию Американский народно-революционный альянс АПРА (22,5 %). Альфонсо Баррантес баллотировался на пост мэра Лимы, заняв второе место (28 %), в то время как другие кандидаты Объединённых левых победили в таких крупных городах, как Арекипа, Пуно и Ило. На местных выборах 1983 года к этому списку присоединились новоизбранные левые градоначальники в Куско и Лиме.
В 1984 году Народно-демократическое единство, Революционная партия трудящихся и фракция Революционной коммунистической партии создали Объединённую мариатегистскую партию, которая также входила в состав Объединённых левых, за исключением периода 1985—1990 годов. В 1985 году коалиция Объединённые левые также приняла в свой состав феминисток (в том числе Викторию Вильянуэву, Вирхинию Варгас и Нарду Энрикес) в качестве независимых кандидатов.
Объединённых левых до 1987 года возглавлял Альфонсо Баррантес Линган, занимавший пост мэра Лимы в 1984—1986 годах и занявший второе место на выборах 1985 года, на которых победил Алан Гарсия. Они же были высшей точкой электоральной популярности коалиции — Объединённые левые набрали 24,4 % на парламентских выборах и 24,7 % на президентских; за них проголосовало порядка полутора миллиона человек. В 1989 году Объединённые левые провели свой первый съезд. Однако постепенно блок распадался, и его участники один за другим покинули альянс. Уже в 1989 году из него вышли Революционная социалистическая партия, Революционная коммунистическая партия и Перуанское социалистическое движение, создавшие новую коалицию «Социалистическая левая».

## Составляющие коалиции
- Перуанская коммунистическая партия (просоветская марксистско-ленинская)
- Народно-демократическое единство (объединение ряда марксистских групп):
  - Революционный авангард (создан в 1965 году, лидер — Рикардо Леттс)
  - Революционная коммунистическая партия (откол 1974 года от предыдущего, лидер — Мануэль Даммерт)
  - Движение революционных левых (Левое революционное движение, марксистский откол 1959—1962 годов от АПРА, ранее участвовавший в повстанческой деятельности)
- Союз революционных левых (маоистский избирательный фронт):
  - Коммунистическая партия Перу — Красное отечество (откол 1970 года от ПКП-Красный флаг)
  - Революционный авангард (Коммунистический пролетарий) (откол 1977 года от Революционного авангарда)
  - Фронт национального освобождения (создан в 1960 году левыми военными)
- Революционная социалистическая партия (создана в 1976 году радикальными военными из правительства Веласко Альварадо во главе с Леонидасом Родригесом Фигероа)
- Революционная коммунистическая партия (см. выше)
- Народный фронт рабочих, крестьян и студентов (Народный рабоче-крестьянско-студенческий фронт) (создан в 1977 году как широкий фронт, затем сузился до группировки вокруг Хенаро Ледесмы Искиеты):
  - Социалистическая партия трудящихся (Социалистическая рабочая партия, создана в 1971 году троцкистами Уго Бланко и Энрике Фернандесом Чаконом)
    - Революционная партия трудящихся (Революционная рабочая партия, создана в 1980 году фракцией СПТ во главе с Уго Бланко и двумя фракциями Фронта революционных левых как секция троцкистского Воссоединённого Четвёртого интернационала)

  - Перуанская коммунистическая партия — Красный флаг (маоистский откол 1963—1964 годов от компартии)
  - Революционная марксистская рабочая партия (троцкистский откол 1970 года от Революционного авангарда во главе с Рикардо Напури Шапиро; большинство партии в 1982 объединилось с СПТ)